# Malocampa albolineata
Malocampa albolineata är en fjärilsart som beskrevs av Druce 1887. Malocampa albolineata ingår i släktet Malocampa och familjen tandspinnare. Inga underarter finns listade i Catalogue of Life.